# Bisolita minuta
Bisolita minuta är en fjärilsart som beskrevs av Holland 1893. Bisolita minuta ingår i släktet Bisolita och familjen tandspinnare. Inga underarter finns listade i Catalogue of Life.